# Герасимов, Михаил Александрович
Михаил Александрович Герасимов (9 [21] октября 1884, село Стрельниково, Мценский уезд, Орловская губерния, Российская империя — 18 апреля 1966, Москва, СССР) — советский ученый в области виноделия. Доктор сельскохозяйственных наук с 1941 года, профессор с 1944 года, член-корреспондент Итальянской академии виноградарства и виноделия с 1961 года, почётный доктор Венгерского института садоводства, виноградарства и виноделия с 1963 года.

## Биография
Родился 9 (21) октября 1884 года в селе Стрельниково (ныне Орловская область). В 1909 году окончил естественный факультет Московского университета. Один из организаторов российского виноделия. С 1919 года работал в винодельческом хозяйстве в Абрау-Дюрсо, с 1923 по 1931 год — в Государственном Никитском ботаническом саду частью которого являлся институт Магарач, в котором создал в 1923 году отдел технологии вин и коньяков, с 1931-го по 1936 год — в Научно-исследовательском институте виноградарства и виноделия в Грузии. С 1936 года — главный винодел Наркомпищепрома СССР, а с 1938 года — главный инженер-винодел треста Главвино.
Одновременно с 1953 года заведующий кафедрой виноделия Московского технологического института пищевой промышленности. Был председателем Центральной дегустационной комиссии, председателем постоянной технологической комиссии Международного бюро вин.
Умер в Москве 18 апреля 1966 года.

## Научная деятельность
Исследовал вопрос созревания и старения вин. Разработал технологические основы десертного виноделия для различных климатических зон, основы и методы термической обработки вин для ускорения их созревания, установил причины недобродов вин и предложил способы их устранения. Ученым изучены вопросы очистки и улучшения качества вин при обработке их холодом, применение в практике виноделия сернистого ангидрида, рационализации производства виннокислотного сырья. Научно обосновал и внедрил в производство технологию нового типа вина — Советского хереса. Автор 150 научных работ, 3 изобретений.

## Награды
- Заслуженный деятель науки и техники РСФСР (1944)
- орден Ленина,
- три ордена Трудового Красного Знамени
- медали.